# 琼·罗伯茨
琼·罗伯茨（英語：Jean Roberts，1943年8月18日—），澳大利亚女子田径运动员。她曾代表澳大利亚参加1962年、1966年、1970年和1974年英联邦运动会田径比赛，获得三枚银牌和二枚铜牌。